# سویکندورف
سویکندورف (به آلمانی: Seukendorf) یک شهر در آلمان است که در فورت واقع شده‌است. سویکندورف ۳٬۱۴۰ نفر جمعیت دارد.